# 一式標的機
一式標的機（いっしきひょうてきき）は、大日本帝国海軍の無人標的機。略符号は「MXY4」。

## 概要
航空機が曳航する吹流しに代わる艦艇の空中射撃標的として、滑空標的機（MXY3）に引き続き海軍航空技術廠（空技廠）によって1940年（昭和15年）に開発が開始された。設計主務者は山本晴之技師。製造は美津濃グライダー製作所と東洋金属木工が担当。予備実験および実用実験を経て1942年（昭和17年）5月に「一式標的機一一型」として制式採用された。
機体は低翼単葉単発の双フロートを持つ水上機で、機体材質は木製、主翼は羽布張り。機体は標的機としては大柄だった。九四式水上偵察機の上部に取り付けられた状態から空中発進し、飛行中はM-1およびM-2無線操縦装置によって遠隔操縦される。命中弾がなかった場合は着水の後に回収されており、着水にはフロートのほか、初期にはパラシュートも用いられた。
制式採用後は連合艦隊の高角砲射撃訓練の際に用いられていたが、太平洋戦争の戦局悪化に伴い使用される機会は減少していった。また、ドイツとの技術交換の際に日本側が本機を提示しており、ドイツ側からも注目されている。

## 諸元
- 全長：7.50 m
- 全幅：10.00 m
- 主翼面積：13.0 m2
- 自重：390 kg
- 全備重量：510 kg
- エンジン：日本内燃機 せみ一一型 空冷水平対向4気筒（離昇32 hp） 1基
- 乗員：0名